# Dick Boer
Dick Boer (* 1939) ist ein niederländischer evangelisch-reformierter Theologe, Hochschullehrer für Systematische Theologie, Autor und Referent.

## Leben
Boer studierte in Amsterdam Geschichte und Theologie. Die biblisch-theologischen Seminare von Frans Breukelman prägten anfänglich sein theologisches Verständnis und sein exegetisches Schaffen. Mit einer religionsphilosophischen Arbeit über Karl Barth wurde er zum Doktor der Theologie promoviert. In Amsterdam war er bis 1999 Dozent für „Geschichte der modernen Theologie in Europa“. Er gehörte zur sogenannten Amsterdamer Schule der Theologie, die sich u. a. für ein politisches Lesen der Bibel einsetzte. Die Auseinandersetzung mit der religionskritischen Haltung von Philosophen der Neuzeit wie Marx und Feuerbach ließen ihn an die Nähe eines biblisch bezeugten Humanum und der ökonomischen Theorie des Marxismus glauben. Boer war Mitglied der Christlichen Friedenskonferenz und von 1973 bis zu ihrer Auflösung 1991 Mitglied der Kommunistischen Partei der Niederlande.
Von 1984 bis 1990 war Boer Pfarrer an der Niederländischen Ökumenischen Gemeinde in der DDR.

Vom Haus der Demokratie in Berlin wurde 1989 erklärt: 

„Angesichts der tiefen Krise, in der sich die DDR im November ’89 befindet, wenden sich 31 Intellektuelle verschiedener weltanschaulicher und politischer Provenienz an die Bürger mit dem Aufruf ‚Für unser Land‘. Den Anstoß dafür gibt der niederländische Pfarrer Dick Boer.“

Boer arbeitet im Wissenschaftlichen Beirat der Zeitschrift Das Argument mit, schreibt in den Dialog-Heften, publiziert in Studies in Theology and Religion.
Boer ist Referent bei Tagungen und Kongressen, auf denen klassische Religionskritik und Sozialkritik
miteinander kommunizieren – etwa bei der Auseinandersetzung mit den Positionen des niederländischen Politikers Pim Fortuyn.

## Werke
- Ein ganz anderer Gott. Das Lebenswerk Karl Barths (1886–1968) (Erev-Rav-Hefte Glaubenszeugnisse unserer Zeit Nr. 7), ISBN 978-3-932810-37-4; 2. Aufl., Bonn: Orient & Okzident 2021, ISBN 978-3-9806216-8-7.
- Bij de slip van zijn kleed … Een christelijke theologie na Auschwitz. Artikelen [ausgewählte Aufsätze in niederländischer Übers.], uitgekozen, vertaald en ingeleid door Dick Boer, Inge Kooistra en Derk Stegeman, Kampen 2003.
- Erlösung aus der Sklaverei. Versuch einer biblischen Theologie im Dienst der Befreiung; Institut für Theologie und Politik, Münster 2008, ISBN 978-3-980942-16-4
- Theopolitische Existenz – von gestern, für heute : Texte 1978-2014, zusammengestellt und eingeführt von Thomas Klein, ARGUMENT-Verlag GmbH, Hamburg, 2017, ISBN 978-3-86754-108-4.
- Wenn nichts mehr stimmt... Hiob rettet den NAMEN§§§, Argument, Edition ITP: Kompass, 2019
- Wir aber hatten so gehofft: Ton Veerkamp: ein unbequemer Denker. Edition ITP: Kompass, 2022, ISBN 978-3-98220-528-1.

### Als Koautor
- Wolfgang Fritz Haug (Hrsg.): Historisch-Kritisches Wörterbuch des Marxismus, Band 6/1: Hegemonie bis Imperialismus. Argument, Hamburg 2004.
- Wolfgang Fritz Haug (Hrsg.): Historisch-Kritisches Wörterbuch des Marxismus, Band 6/II: Imperium bis Justiz. Argument, Hamburg 2005.[10]
- Kuno Füssel, Michael Ramminger (Hrsg.): Zwischen Medellín und Paris. 1968 und die Theologie. Luzern: Exodus / Münster: itp-Kompass 2009.

### Aufsätze
- (K)EIN THEMA: Sozialismus in der Christlichen Friedenskonferenz.[11]
- Der garstige Graben – Über Jesus und Marx. Dialog-Hefte Heft 1/1994 (16).[12]
- „Die Juden und Israel“. Thesen für marxistische Christen.[13]
- Der Intellektuelle im Zeichen seiner Aufhebung. Eine Utopie, die sich in Grenzen hält; in: Das Argument 280/2009.[14]
- „… etwas ausser und über der Menschheit …“: Schleiermachers Religionsbegriff in den „Reden“. Postmodernismus avant la lettre? In: Nico F. M. Schreurs: „Welche unendliche Fülle offenbart sich da …“ Die Wirkungsgeschichte von Schleiermachers „Reden über die Religion“. Papers read at the Symposium of the Theological Faculty Tilburg. Tilburg, 15. April 1999. (= Studies in Theology and Religion. Band 7) Assen, 2003, ISBN 90-232-3975-X.